# Amtsgericht Roth
Das Amtsgericht Roth (auch Amtsgericht Roth bei Nürnberg genannt) war ein von 1879 bis 1970 bestehendes bayerisches Gericht der ordentlichen Gerichtsbarkeit mit Sitz in der Stadt Roth.

## Geschichte
Am 1. Oktober 1879 wurde anlässlich der Einführung des Gerichtsverfassungsgesetzes in Bayern ein Amtsgericht zu Roth errichtet, dessen Sprengel aus den vorher zum Landgerichtsbezirk Roth zählenden Gemeinden Abenberg, Aurau, Belmbrach, Bernlohe, Eckersmühlen, Georgensgmünd, Großweingarten, Mäbenberg, Mosbach, Obersteinbach ob Gmünd, Petersgmünd, Pfaffenhofen, Rittersbach, Roth, Rothaurach, Spalt, Wallesau und Wernfels sowie den bis dahin zum Landgerichtsbezirk Heilsbronn gehörenden Gemeinden Beerbach, Dürrenmungenau, Hergersbach, Untereschenbach, Wassermungenau und Winkelhaid gebildet wurde. Übergeordnete Instanz war das Landgericht Nürnberg, welches sich seit 1. April 1932 Landgericht Nürnberg-Fürth nannte.
Mit Wirkung vom 1. Januar 1970 erfolgte die Aufhebung des Amtsgerichts Roth bei Nürnberg, dessen Bezirk nun dem Amtsgericht Schwabach zugelegt wurde.

## Gerichtsgebäude
Das Gericht war in einem dreigeschossigen Backsteinbau mit Sandsteingliederungen an der Hilpoltsteiner Straße 30/30a, heute die Polizeiinspektion und das Jobcenter, untergebracht. Das 1890 bis 1891 erbaute Haus steht unter Denkmalschutz.